# Guipry
Guipry (bret. Gwipri) – miejscowość i dawna gmina we Francji, w regionie Bretania, w departamencie Ille-et-Vilaine. W 2013 roku jej populacja wynosiła 3815 mieszkańców. 
W dniu 1 stycznia 2016 roku z połączenia dwóch ówczesnych gmin – Guipry oraz Messac – utworzono nową gminę Guipry-Messac. Siedzibą gminy została miejscowość Messac. 